# Megarrampa

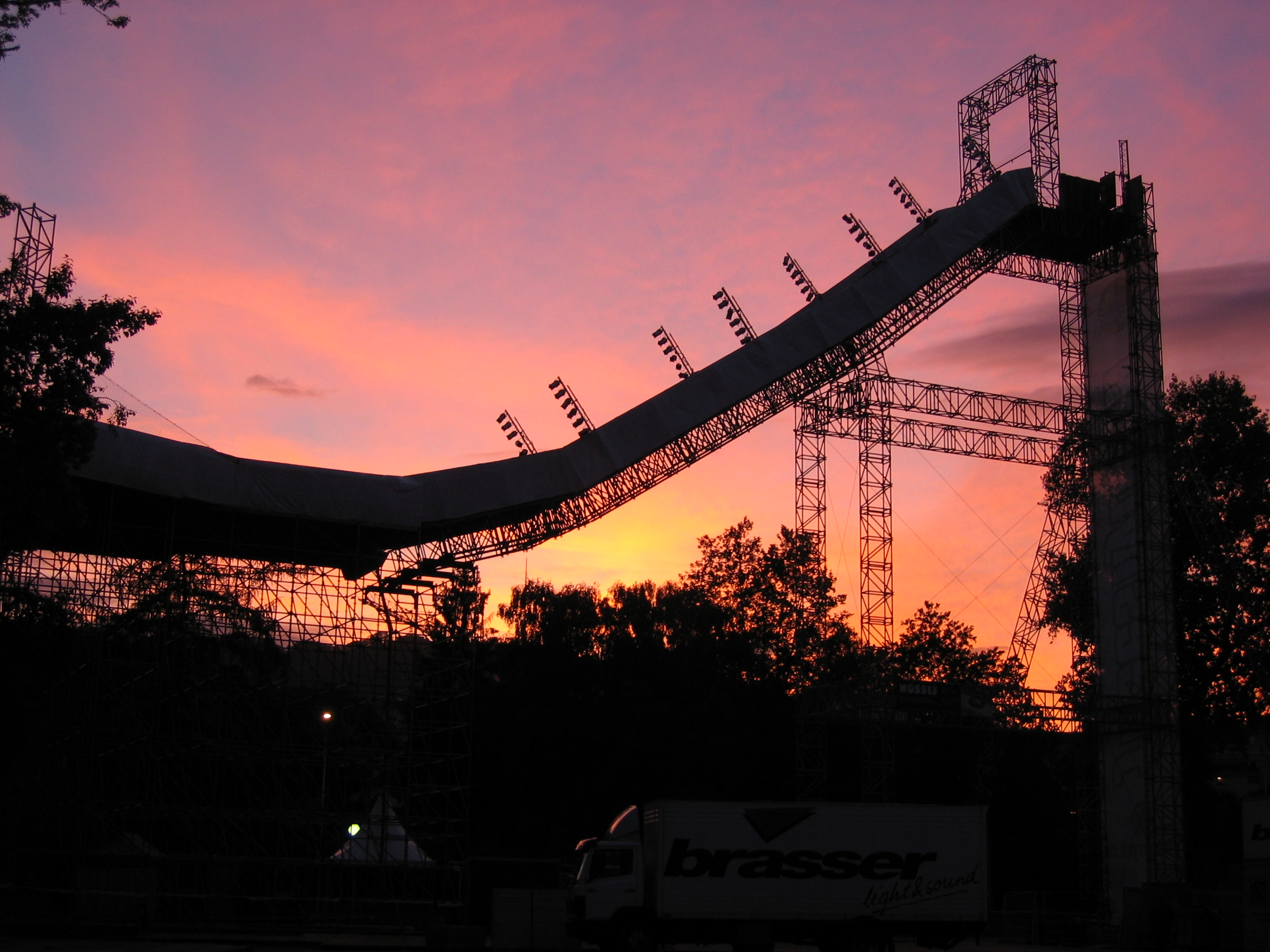
O evento Mega Rampa de freestyle ao pôr do sol, 2004.

A Mega Rampa é o nome informal dado a qualquer estrutura no formato grande de rampa utilizado por skate, BMX, patins e já teve casos de saltarem de Velotrol, nos Estados Unidos é chamada de Big Air(Grande Aereo), ela mede 105 metros de extensão e 27 metros de altura sendo a maior rampa do mundo. No Brasil escrevem Megarampa e sua estrutura mede 112 metros de extensão e seu ponto mais alto tem 30 metros de altura.
Devido o nome caracteriza uma nova geração de rampas se tornando cada vez mais popular durante os anos 1990-2000s ano de transição.

## História
A primeira estrutura foi concebida e construída por Matt Hoffman, profissional de BMX em seu quintal de casa Oklahoma, entre 1991 e 1992.
Danny Way usou a Mega Rampa para saltar sobre a Grande Muralha da China em 2017.
Lyn-Z Adams Hawkins foi a primeira mulher a a descer a Mega Rampa de skate.
O skatistas Taylor Smith desceu mega rampa com onze anos de idade.
Em 2008 mega rampa chega ao Brasil sendo primeira vez no Hemisfério sul, foi montando no Sambódromo do Anhembi pelo skatista dos anos 80 George Rotatori.
O brasileiro Bob Burnquist, é tetracampeão da Oi Megarampa, que aconteceu no Sambódromo do Anhembi, em São Paulo de 2011.
A MEGARAMPA foi para o Rio de Janeiro em 2012, com Bob Burnquist em 1°lugar, tetracampeão

## Estrutura
As estruturas são feitas geralmente de madeira e aço, dividida em duas ou três partes. As mais usadas são de três partes, parte onde atleta desce rampa uma queda de 12m (40') ou mais acima, um salto em distância, os saltos variam em distância 7.5m (25') a 21m (70') entre o lançamento eo pouso seções e uma rampa no vertical metade de um (Half-Pipe) essa metade pode ser 5.4m (18') ou mais de altura e serve tanto para diminuir velocidade ou para fazer Manobras e voltar na mesma transição.
Ao londo dos anos foi adcionado um corrimão na parte do salto em distância, este obstáculo tem formato de um Arco-íris.
O comprimento total destas estruturas variam de cerca de 60m (200 ') a 108m (360') de comprimento.

## Outros esportes
Ronnie Renner, um piloto profissional de motocross freestyle, em 11 de julho de 2008 em Santa Monica, na Califórnia, bateu recorde mundial em alturas com 17.17M (59'2).